# Calyptranthes mayarensis
Calyptranthes mayarensis är en myrtenväxtart som beskrevs av Attila L. Borhidi. Calyptranthes mayarensis ingår i släktet Calyptranthes och familjen myrtenväxter. Inga underarter finns listade i Catalogue of Life.